# 時の国のエルフェンリート
『時の国のエルフェンリート』（ときのくにのエルフェンリート）は、1997年11月29日にバンダイより発売されたWindows 95用のPCゲームソフトである。ジャンルは育成シミュレーション。
ゲーム内の時間の進み方は、現実世界の時間の進み方と同じになっている。

## 作品解説
プレイヤーは女神から妖精の育成を任され、世代交代をさせながら女神に転生させることが目的となる。
育成はアイテムを与えるか会話をすることで成長させることができる。それらを定期的に行えばすぐに終了してもよいが、妖精に会う頻度もゲームの進展に影響する。

## 登場人物
全部で6人登場するが、プレイ開始時に選べるのは3人だけである。

### 第1世代
ゲーム開始時は下の3人の妖精から1人を選べる。
- ピアニィ（声：小山裕香）
- アプリコット（声：柳瀬なつみ）
- リコリス（声：永島由子）

### 第2世代
第1世代の妖精が寿命を迎えた時、上手く育成が出来ると、育て方によって下の2人のうちのどちらかに転生する。
- アスター（声：鈴木麻里子）
- ナーシス（声：桑島法子）

### 第3世代
第2世代の妖精が寿命を迎えた時に上手く育成が出来た場合は、最終形態であるアイリスに転生する。
- アイリス（声：山崎和佳奈）

第3世代を上手く育てられた後に妖精は女神に転生してエンディングとなる。